# Nowina (Ziębice)
Nowina (deutsch Deutsch Neudorf) ist ein Ort in der  Stadt- und Landgemeinde Ziębice (Münsterberg) im Powiat Ząbkowicki (Frankenstein) der Woiwodschaft Niederschlesien in Polen.

## Geografische Lage
Nowina gehört zur Region Niederschlesien. Im Süden verläuft die Grenze zu Tschechien. Die Landschaft im Einzugsgebiet der Oder ist überwiegend flach und Teil der Schlesischen Tiefebene. Die Entfernung nach Ziębice beträgt etwa elf Kilometer, nach Ząbkowice Śląskie etwa 23 Kilometer und nach Breslau etwa 50 Kilometer.
Nachbarorte von Nowina sind Dobroszów (Dobrischau) und Płosa im Norden, Ostrężna (Algersdorf) und Dzierzkowa (Dätzdorf) im Nordwesten, Bożnowice (Berzdorf) und Konary (Kunern) im Südwesten sowie Jasienica (Heinzendorf) und Skalice (Reumen) im Südosten.

## Geschichte
Die Ersterwähnung erfolgte 1336 als „Nova euria“. Politisch gehörte Neudorf zum Herzogtum Münsterberg, das 1336 unter König Johann von Luxemburg unter böhmische Lehenshoheit gelangte, die im selben Jahr von Bolko II. von Münsterberg im Vertrag von Straubing anerkannt wurde. Bereits ein Jahr vorher hatte der polnische König im Vertrag von Trentschin auf Schlesien verzichtet. Neudorf gehörte zur Herrschaft Schönjohnsdorf, mit der es durch Kauf gegen Ende des 17. Jahrhunderts an das Kloster Heinrichau fiel.
Nach dem Tod des Herzogs Karl Christoph 1569, mit dem die Münsterberger Linie der Herren von Podiebrad erlosch, fiel Neudorf zusammen mit dem Herzogtum Münsterberg als erledigtes Lehen an die Krone Böhmen. Mit der Eroberung Schlesiens durch Preußen wurde Deutsch Neudorf 1742 Teil des neu gegründeten Kreises Münsterberg innerhalb der preußischen Provinz Schlesien. Nach der Säkularisation 1810 wurde die Herrschaft Heinrichau Eigentum des Preußischen Königshauses, später durch Erbschaft des Niederländischen Königshauses. 1845 gliederte sich Neudorf in zwei Anteile:
1. Deutsch Neudorf mit 42 Häuser, ein Vorwerk, 276 überwiegend katholische Einwohner (44 evangelisch), evangelische Kirche zu Mittel-Schreibendorf, katholische Kirche zu Berzdorf, eine Wassermühle, drei Handwerker, sieben Händler und 600 Rinder.
2. Polnisch Neudorf mit 45 Häuser, ein Vorwerk im Dorf, ein Vorwerk außerhalb, 447 überwiegend katholische Einwohner (126 evangelisch), evangelische Kirche zu Steinkirche, eine katholische Pfarrkirche unter königlich preußischen und fürstbischöflichen Patronat mit 22 Morgen Pfarrwidum, eingepfarrt: Polnisch Neudorf, Schönjohnsdorf, Neu Karlsdorf, Sackrau, Schildberg, gastweise: Pogarth, eine katholische Schule, eingeschult Neu Karlsdorf, Sackrau und Schildberg, 23 Handwerker, neun Händler und 600 Rinder.

1919 wurde die Provinz Schlesien aufgelöst und der Kreis Münsterberg Teil der neu gegründeten Provinz Niederschlesien. Aufgrund der Auflösung des Kreises Münsterberg zum 1. Oktober 1932 wurde die Gemeinde in den Landkreis Strehlen eingegliedert.
Nach Ende des Zweiten Weltkrieges gelangte Deutsch Neudorf 1945 gemäß dem Potsdamer Abkommen unter polnische Verwaltung. Damit einhergehend wurde die Gemeinde in Nowina umbenannt. In den Folgejahren wurde die deutsche Bevölkerung größtenteils vertrieben und der Ort von Polen besiedelt. Von 1946 bis 1975 gehörte Nowina der Woiwodschaft Breslau an. Anschließend gehörte das Dorf von 1975 bis 1998 administrativ zur Woiwodschaft Wałbrzych (Waldenburg), bevor es im Zuge der polnischen Verwaltungsreform in die Woiwodschaft Niederschlesien eingegliedert wurde.

## Einwohner 2011
Laut einer Volkszählung aus dem Jahr 2011 lebten zu diesem Zeitpunkt 67 Einwohner in Nowina. Damit gehört das Dorf zu den vier kleinsten Orten der Gemeinde Ziębice, die alle weniger als 100 Einwohner aufweisen.